# Sistema de clasificación de Marvel Comics
El sistema de clasificación Marvel es un sistema para clasificar el contenido de los cómics, con respecto a la idoneidad para diferentes grupos de edad. En 2001, Marvel Comics se retiró de la Autoridad del Código de Cómics y estableció su propio sistema de calificación para sus publicaciones. Esto fue precipitado por la aprobación de la CCA del sello debido a la fuerte representación de la violencia en X-Force #116, un cómic escrito por Peter Milligan y dibujado por Mike Allred. Además, al retirarse de la CCA, esto es visto como un movimiento por el editor en jefe Joe Quesada para atraer a más creadores de alto perfil a Marvel Comics. Las calificaciones de hoy en día se encuentran generalmente en la caja UPC del cómic.

## Sistema
El sistema de clasificación Marvel asigna a cada cómic una de las siguientes clasificaciones:
- TODAS LAS EDADES[2] – Apropiado para todas las edades.
- T – Apropiado para la mayoría de los lectores, pero se aconseja a los padres que podrían querer leer antes o con niños más pequeños.
- T+ ADOLESCENTES Y ADELANTE – Apropiado para adolescentes de 13 años o más.
- PARENTAL ACONSEJADA – Apropiado para 15 años en vez de en arriba. Similar a T+, pero con temas más maduros y/o más imágenes gráficas. Recomendado para lectores adolescentes y adultos.
- CONTENIDO EXPLICITO– 18+ años.

La mayoría de los libros de lectores maduros caerán bajo la huella MAX (creada específicamente para títulos de contenido maduros). Los títulos de temática MAX y Madura seguirán siendo diseñados para aparecer distintos de los títulos de Marvel, con la etiqueta "MAX: Explicit Content" muy prominentemente mostrada en la portada. Los títulos MAX no se venderán en el quiosco, y no se venderán a los lectores más jóvenes. Dice cualquier cosa, desde explícita hasta no explícita.

## Historia
El primer sistema de clasificación Marvel, implementado en 2001, utilizó las siguientes categorías:
- TODAS LAS EDADES[2]
- PG (Orientación parental)
- PG+
- CONTENIDO/EXPLÍCITO/PARENTAL ACONSEJADA

Sin embargo, la Motion Picture Association of America se quejó, ya que posee una marca en clasificaciones como PG y PG-13 (véase Sistema de calificaciones de la Motion Picture Association). Marvel cambió así al siguiente sistema (cambiando las clasificaciones PG):
- TODAS LAS EDADES[2]
- PSR (Supervisión parental recomendada)
- PSR+
- CONTENIDO EXPLÍCITO/PARENTAL ACONSEJADA

A partir de junio de 2005, Marvel cambió a otro sistema:
- TODAS LAS EDADES[2]
- UN (Apropiado para 9 años y más)
- T+ SUGIRIÓ PARA ADOLESCENTES Y ADELANTE
- PARENTAL ACONSEJABLE
- MAX: CONTENIDO EXPLÍCITO